# アラブダービー
アラブダービーとは地方競馬の大井競馬場で開催されていたアングロアラブ系の競馬の重賞競走である。1955年創設、1996年廃止。正式名称は「東京タイムズ杯 アラブダービー」、東京タイムズが優勝杯を提供していた。

## 解説
1955年に春の特別として創設。その名の通り南関東公営競馬所属の4歳馬（馬齢表記は当時。現3歳）によるアングロアラブのダービーで、秋には古馬による秋の特別（後の全日本アラブ大賞典）も同年に始まった。サラブレッド系のダービー相当である春の鞍（後の東京ダービー）、古馬による秋の鞍（後の東京大賞典）とあわせて大井競馬場の四大競走であった。
のちにはアラブ王冠賞、千鳥賞とともに南関東アラブ三冠を構成し、南関東競馬に所属するアングロアラブ競走馬にとって3歳春最大の目標となった。1973年より園田競馬場で行われる楠賞全日本アラブ優駿は全国（のちに中央競馬所属馬も）の競走馬が出走可能となり、アングロアラブの「3歳日本一」を決めるに相応しいメンバーが毎年各地から遠征したが、本競走は南関東競馬所属馬限定戦ながらもこれに匹敵する高額賞金を誇っていた。なお、ホクトライデン、メイクマイウエー、オタルホーマーの3頭がこの東西両競走を制している。
また南関東以外の所属でも、本競走を目指して南関東に転入する馬も珍しくなかった。スマノダイドウ(佐賀)、イナリトウザイ(中央)、ゴールデンビクター(高崎)、オタルホーマー(道営)、フオーモサカウント(道営)、トチノミネフジ(宇都宮)、アレッポオー(道営)の7頭が、他地区でデビューしたのちに南関東へと転入し本競走を制している。また本競走を含む南関東アラブ三冠だけへの出走を求め、この時期のみ南関東へ短期移籍する陣営も存在した。その代表例として1970年に兵庫アラブ三冠を達成したアサヒマロツトは、東西に転入・転出を繰り返しながら同時に千鳥賞と本競走にも出走している(それぞれ4着・2着)。
しかしアングロアラブ系馬の在厩頭数の減少に伴い、南関東公営競馬でのアングロアラブ系競走は縮小。1993年に千鳥賞・アラブ王冠賞が廃止となったあとも本競走だけは続けて施行されていたが、最終的に1996年の南関東公営競馬でのアングロアラブ系競走廃止とともに、本競走も42回の歴史に幕を下ろした。

## 歴代優勝馬
| 回数   | 開催日        | 優勝馬             | 性齢 | 所属 | タイム   | 優勝騎手     | 管理調教師 |
| ------ | ------------- | ------------------ | ---- | ---- | -------- | ------------ | ---------- |
| 第1回  | 1955年5月12日 | ダイゴカゲミツ     | 牡3  | 大井 | 1:59 1/5 | 須田茂       | 廿楽長市郎 |
| 第2回  | 1956年5月1日  | トサオー           | 牡3  | 川崎 | 2:00 1/5 | 杉村繁盛     | 杉村繁盛   |
| 第3回  | 1957年5月1日  | バラテスタ         | 牡3  | 船橋 | 1:58 4/5 | 須田茂       | 佐竹梅治   |
| 第4回  | 1958年5月1日  | イチフクトミ       | 牡3  | 大井 | 1:58 3/5 | 小筆昌       | 森田正一   |
| 第5回  | 1959年4月29日 | センジユ           | 牡3  | 大井 | 1:58 2/5 | 佐々木正太郎 | 倉内種太郎 |
| 第6回  | 1960年5月25日 | タカラガワ         | 牡3  | 大井 | 1:59.5   | 荒山徳一     | 安藤徳男   |
| 第7回  | 1961年4月29日 | エロルデ           | 牡3  | 大井 | 1:58.4   | 松浦備       | 小暮嘉久   |
| 第8回  | 1962年5月25日 | ラツキーマンナ     | 牡3  | 船橋 | 1:57.0   | 佐々木竹見   | 谷口源吾   |
| 第9回  | 1963年4月23日 | オーバマイヤ       | 牡3  | 船橋 | 1:58.3   | 宮下哲朗     | 佐藤勘市   |
| 第10回 | 1964年6月8日  | アデルバウエル     | 牡3  | 大井 | 1:55.5   | 須田茂       | 阪本正太郎 |
| 第11回 | 1965年5月18日 | ギンソウ           | 牝3  | 船橋 | 1:56.1   | 高橋三郎     | 引田昭一   |
| 第12回 | 1966年4月26日 | インターフレーム   | 牡3  | 大井 | 1:56.1   | 高橋三郎     | 小暮嘉久   |
| 第13回 | 1967年5月23日 | リキスユリ         | 牡3  | 大井 | 2:08.1   | 須田茂       | 高橋成美   |
| 第14回 | 1968年5月23日 | ビオー             | 牡3  | 船橋 | 2:07.5   | 宮下紀英     | 宮下仁     |
| 第15回 | 1969年6月3日  | セカンドホーリ     | 牡3  | 大井 | 2:08.1   | 田畑勝男     | 田村勝男   |
| 第16回 | 1970年5月28日 | グリンバーデー     | 牝3  | 船橋 | 2:08.3   | 溝辺正       | 岡林喜和   |
| 第17回 | 1971年6月14日 | ブルーダイヤモンド | 牡3  | 大井 | 2:08.1   | 辻野豊       | 小暮嘉久   |
| 第18回 | 1972年6月2日  | タイムライン       | 牡3  | 川崎 | 2:06.5   | 佐々木竹見   | 鈴木春吉   |
| 第19回 | 1973年6月29日 | スマノダイドウ     | 牡3  | 大井 | 2:06.2   | 高橋三郎     | 小暮嘉久   |
| 第20回 | 1974年7月12日 | イナリトウザイ     | 牝3  | 大井 | 2:06.8   | 佐々木竹見   | 三坂博     |
| 第21回 | 1975年6月23日 | ホクトライデン     | 牡3  | 船橋 | 2:07.8   | 佐々木竹見   | 平島好助   |
| 第22回 | 1976年7月1日  | メイクマイウエー   | 牡3  | 浦和 | 2:08.2   | 本間光雄     | 相馬清次   |
| 第23回 | 1977年6月23日 | カザンウンリユウ   | 牡3  | 船橋 | 2:07.2   | 川島正行     | 鈴木茂樹   |
| 第24回 | 1978年6月27日 | ガバナースカレー   | 牝3  | 船橋 | 2:08.1   | 田部和廣     | 木村万吉   |
| 第25回 | 1979年6月26日 | アイランドキング   | 牡3  | 船橋 | 2:06.6   | 渡辺市郎     | 山田一雄   |
| 第26回 | 1980年6月30日 | リツシヨウマロツト | 牡3  | 大井 | 2:06.6   | 奥山正行     | 竹原眞一   |
| 第27回 | 1981年6月30日 | カツラギセンプー   | 牡3  | 大井 | 2:07.9   | 武井秀治     | 髙岩隆     |
| 第28回 | 1982年6月24日 | ケイワイホマレ     | 牡3  | 大井 | 2:07.8   | 高橋三郎     | 小筆昌     |
| 第29回 | 1983年6月30日 | ゼンニホン         | 牡3  | 大井 | 2:10.2   | 高橋三郎     | 小筆昌     |
| 第30回 | 1984年7月3日  | カネヤマカザン     | 牝3  | 大井 | 2:08.1   | 堀千亜樹     | 遠間波満行 |
| 第31回 | 1985年6月20日 | ゴールデンビクター | 牡3  | 大井 | 2:07.2   | 佐々木竹見   | 小筆昌     |
| 第32回 | 1986年6月25日 | タイヨウペガサス   | 牡3  | 大井 | 2:07.8   | 的場文男     | 赤間清松   |
| 第33回 | 1987年6月28日 | ミスターヨシゼン   | 牡3  | 大井 | 2:12.8   | 佐々木忠昭   | 寺田新太郎 |
| 第34回 | 1988年6月20日 | オタルホーマー     | 牡3  | 大井 | 2:11.9   | 佐々木竹見   | 物井栄     |
| 第35回 | 1989年6月19日 | オオヒエイ         | 牡3  | 大井 | 2:13.2   | 西川栄二     | 鈴木冨士雄 |
| 第36回 | 1990年6月26日 | フオーモサカウント | 牡3  | 船橋 | 2:09.9   | 石崎隆之     | 江川秀三   |
| 第37回 | 1991年6月19日 | ジコウフジ         | 牡3  | 浦和 | 2:08.7   | 細川勉       | 岡田一男   |
| 第38回 | 1992年6月17日 | トチノテイオー     | 牡3  | 大井 | 2:11.0   | 鈴木啓之     | 小筆昌     |
| 第39回 | 1993年6月16日 | トチノミネフジ     | 牡3  | 大井 | 2:07.1   | 早田秀治     | 髙岩隆     |
| 第40回 | 1994年6月24日 | ナイスフレンド     | 牡3  | 大井 | 2:07.1   | 的場文男     | 蛯名末五郎 |
| 第41回 | 1995年6月26日 | ホマレショウハイ   | 牡3  | 船橋 | 2:09.0   | 石崎隆之     | 出川博史   |
| 第42回 | 1996年4月26日 | アレッポオー       | 牡3  | 大井 | 1:57.3   | 的場文男     | 久保杉利明 |

- 競走名：第1～9回 「春の特別」、第10回～ 「アラブダービー」
- 距離：第1～12回 1800m、第13～41回 2000m、第42回 1800m
- 時計：第1～5回 1/5秒表示、第6回～ 1/10秒表示
- 優勝馬の馬齢は現表記を用いている。